# Statisti
Statisti (eng. Extras) britanski je sitcom o statistima koji rade na filmskim setovima i u kazalištu. Serija je nastala u zajedničkoj produkciji BBC-a i HBO-a, a kreirali su je, napisali i režirali Ricky Gervais i Stephen Merchant, koji se ujedno i pojavljuju u njoj. Statisti prate živote Andyja Millmana, njegove prijateljice Maggie i Andyjeva agenta Darrena Lamba te Andyjev postupni put prema slavi.
Statisti imaju dvije sezone s po šest epizoda te božićni specijal. Prva epizoda u Ujedinjenom je Kraljevstvu emitirana 21. srpnja 2005. na BBC Two, a 25. rujna 2005. na HBO-u u SAD-u. Druga sezona u Britaniji se počela prikazivati na BBC Two 14. rujna 2006., a u SAD-u na HBO-u te u Australiji na ABC-u 14. veljače 2007. Božićni specijal emitiran je 27. prosinca 2007. na BBC Two te 16. prosinca 2007. na HBO-u. Obje sezone dostupne su na DVD-u u Ujedinjenom Kraljevstvu i SAD-u.
Serija je snimljena u tradicionalnom sitcom stilu, a ne u stilu lažnog dokumentarca kojeg su Gervais i Merchant koristili u svojoj prethodnoj seriji U uredu. Svaka epizoda ima bar jednog gosta; televizijsku ili filmsku zvijezdu, koji igraju ono što Gervais i Merchant nazivaju "izopačenim" verzijama njih samih; često je slučaj o pretjeranim ili izvrnutim parodijama njihovih javnih pojava.

## Glumci i likovi
- Ricky Gervais kao Andy Millman
- Ashley Jensen kao Maggie Jacobs
- Stephen Merchant kao Darren Lamb (potpisan kao "Agent")
- Shaun Williamson kao Barry iz EastEndersa (on sam)
- Shaun Pye kao Greg Lindley-Jones

## Epizode

### Prva sezona
| # | Epizoda                    | Slavni gost(i)           | Datum originalnog emitiranja |
| --- | -------------------------- | ------------------------ | ---------------------------- |
| 1 | "Ben Stiller"              | Ben Stiller              | 21. srpnja 2005.             |
| Andy i Maggie pojavljuju se kao statisti u filmu kojeg režira Ben Stiller, koji se temelji na životnoj priči Gorana, čovjeka čiji su žena i sin poginuli u ratu na području bivše Jugoslavije. Andy pokušava isposlovati govornu ulogu sprijateljivši se s Goranom, koji uspijeva dobiti jednu rečenicu za Andyja. Međutim, Andy se prije snimanja posvađa sa Stillerom i biva izbačen sa seta. U međuvremenu, Maggie se zainteresira za jednog pripadnika produkcijske ekipe, ali sve polazi krivim smjerom nakon što Andy istakne kako njezin nesuđeni ima jednu nogu kraću od druge. |                            |                          |                              |
| 2 | "Ross Kemp i Vinnie Jones" | Ross Kemp i Vinnie Jones | 28. srpnja 2005.             |
| Andy radi na televizijskoj povijesnoj drami u kojoj nastupa Ross Kemp. Andyjev rival, Greg, u susjednom studiju radi na filmu s Kempovim rivalom, nogometašem Vinniejem Jonesom. Kemp ustvrdi kako je prošao obuku za specijalce i kaže Andyju da je "veća muškarčina" od Jonesa. Jones se kasnije suoči s Kempom, koji zaniječe da je išta rekao i preplaši se Jonesovih prijetnji. Nakon što je ostao osramoćen, Kemp priznaje Andyju da sve što mu je rekao nije istina. |                            |                          |                              |
| 3 | "Kate Winslet"             | Kate Winslet             | 4. kolovoza 2005.            |
| Radeći kao statisti na setu povijesnog filma o holokaustu, Andy i Maggie se sprijatelje sa zvijezdom filma, Kate Winslet, koja se nada da će ulogom opatice osigurati Oscara. Maggie je u vezi s pomoćnikom sa seta koji želi da s njim preko telefona izmjenjuje proste riječi, ali Maggie nema pojma što da kaže. Winslet joj ponudi eksplicitni savjet, a Maggie kasnije ostavlja dečko nakon što uhvati kako Andy i Winslet iza njegovih leđa izvode razuzdane grimase. U međuvremenu, ateistu Andyju se svidi statistica koja je katolkinja, pa on ustvrdi da je katolik kako bi joj se približio. No, "spoj" s njom i "nekim prijateljima" ispada grupa za proučavanje Biblije na kojoj se otkriva Andyjeva prevara. |                            |                          |                              |
| 4 | "Les Dennis"               | Les Dennis               | 11. kolovoza 2005.           |
| Maggie posjećuje Andyja tijekom probe i susretne staru prijateljicu, Lizzie Bunton (Rebecca Gethings), koja pleše u mjuziklu. Njezin otac homoseksualac, "Bunny" (Gerard Kelly), redatelj predstave, kontrolira gotovo sve aspekte Lizziena života i prijeti joj kao djetetu. Maggie biva pozvana na Lizzienu rođendansku proslavu gdje shvaća kako je 20 godina mlađa od svih drugih gostiju. Maggie ubrzo zamole da napusti zabavu nakon što je potaknula prijateljicu da počne voditi život na svoj način. |                            |                          |                              |
| 5 | "Samuel L. Jackson"        | Samuel L. Jackson        | 18. kolovoza 2005.           |
| Samuel L. Jackson pojavljuje se kao američki policajac u britanskom policijskom trileru, a statist (Steve Speirs) izgubi priliku da snimi scenu s Jacksonom u Andyjevu korist. Nakon što statist iskoristi uslugu kako bi se sprijateljio s Andyjem, Andy pribjegne lažima i jadnim izlikama kako bi ga se otarasio. No, ovaj i dalje inzistira što na kraju prisili Andyja da ode na večeru s kolegom, iako se Andy osjeća primoranim da uvjeri vlasnike restorana kako on i njegov prijatelj nisu par. No, čovjekovo tužno, depresivno držanje pokazuje se kao previše te frustrirani Andy zabija glavu u svoju juhu prije naprasnog odlaska. Maggie privuče mladi crnoputi glumac. Unatoč početnim nesporazumima oko njezine osjetljivosti na rasu, ona ga uspješno upita je li za spoj, ali daljnji nesporazumi uzrokuju prekid izlaska. Nakon što sljedećeg dana počne razgovarati s Jacksonom na setu, zamijeni ga za Laurencea Fishburnea. Andy pokuša spasiti neugodni razgovor, ali samo još pogorša stvar i nakon toga izgubi rečenicu s Jacksonom koju je prije isposlovao. |                            |                          |                              |
| 6 | "Patrick Stewart"          | Patrick Stewart          | 25. kolovoza 2005.           |
| Andy i Maggie rade na produkciji Shakespeareove Oluje zajedno s Patrickom Stewartom. Odlučan u namjeri da privuče pozornost na svoj scenarij za sitcom, Andy daje primjerak Stewartu, koji mu počne pričati o vlastitom scenariju za razuzdani film u kojem će sam nastupiti. Stewart pristane proslijediti Andyjev scenarij, a BBC poziva Andyja na razgovor. Andyja zamole da prepravi scenarij sa scenaristom i producentom Damonom Beesleyjem (Martin Savage) i uvjere ga da bi nakon toga trebala biti snimljena pilot-epizoda. Ali nakon što se Andy izjada Maggie kako Damon može biti dosadan, a ona kasnije ponovi Andyjeve navodne homofobne primjedbe Damonu, BBC zaprijeti kako će otkazati Andyjevu seriju. Nakon što se Andy ispriča Damonu, Damon mu oprašta i rad na pilotu se nastavlja. Sukob u drugoj sezoni oko BBC-jeva uplitanja u Andyjevu seriju nagovještava se nakon što Damon počne inzistirati da poštapalica Andyjeva bivšeg šefa, "Are you 'avin' a laugh?" postane poštapalica u seriji.                                                                |                            |                          |                              |

#### Redoslijed epizoda prve sezone
Kad je prva sezona emitirana u Ujedinjenom Kraljevstvu, epizoda s Benom Stillerom emitirana je prva, a nakon nje slijedila je ona u kojoj su se pojavili Ross Kemp i Vinnie Jones. Kad je sezona reprizirana za božićne blagdane 2005., epizode su poredane po originalnom redoslijedu, pa je prva bila ona s Rossom Kempom, nakon čega je slijedila ona sa Stillerom. DVD prve sezone, u Ujedinjenom Kraljevstvu objavljen 31. listopada 2005., također je očuvao ovaj redoslijed, zajedno s knjigom scenarija.
Kad je prva sezona prikazana u Sjevernoj Americi, korišten je drugi redslijed:
1. Kate Winslet
2. Ben Stiller
3. Ross Kemp/Vinnie Jones
4. Samuel L. Jackson
5. Les Dennis
6. Patrick Stewart

Ovaj redoslijed epizoda ostavljen je i na sjevernoameričkom DVD izdanju, objavljenom 9. siječnja 2007.

### Druga sezona
| # | Epizoda            | Slavni gost(i) | Datum originalnog emitiranja |
| --- | ------------------ | --- | ---------------------------- |
| 7 | "Orlando Bloom"    | Glavni: Orlando Bloom Sporedni: Keith Chegwin, Liza Tarbuck i Sophia Myles                                                                                | 14. rujna 2006.              |
| Počinje se snimati Andyjev novi sitcom, When The Whistle Blows, dok se Maggie pojavljuje kao statist u sudskoj drami s Orlandom Bloomom i Sophiom Myles. Publici se sviđa neukusno prepravljeni sitcom, ali Andy se, prisiljen da nosi naočale i vlasulju, osjeća kao da se prodao, pogotovo nakon što se u cameo ulozi pojavi tupavi Keith Chegwin. U međuvremenu, Orlando Bloom ne vjeruje kako ga Maggie ne smatra privlačnim. |                    | |                              |
| 8 | "David Bowie"      | David Bowie | 21. rujna 2006.              |
| Kritike serije When the Whistle Blows potpuno su negativne, ali Andy dobiva podršku od publike te ga počnu prepoznavati na ulici i u lokalnom pubu - iako on nije voljan neprestano ponavljati poštapalicu iz serije. Shaun Williamson odvede Andyja u otmjeni bar u koji je prije zalazio, gdje Andyja ubrzo počnu tretirati kao VIP gosta. Andy ondje susretne Davida Bowieja, koji nakon toga sjeda za klavir i sklada pjesmu koja ga ismijava, pa se Andy vraća u svoj lokalni pub kako bi uživao u priznanju ljudi koje je prethodno omalovažio. |                    | |                              |
| 9 | "Daniel Radcliffe" | Glavni: Daniel Radcliffe, Warwick Davis Sporedni: Diana Rigg, Phillip Schofield, Fern Britton, Nick Ferrari, Matthew Wright, Lowri Turner, Richard & Judy | 28. rujna 2006.              |
| Andy dobiva ulogu u novom fantastičnom filmu s Danielom Radcliffeom, koji se smatra tinejdžerskim zavodnikom i pokušava zavesti svaku ženu koju susretne - uključujući Maggie. Za ručkom, Radcliffe se na vlastitu inicijativu pridružuje Andyju i Maggie i počne se igrati s kondomom koji završava na glavi lady Diane Rigg. Andy odvede Maggie na ručak i nesmotreno uvrijedi majku retardiranog tinejdžera u restoranu, što dovodi do histerične reakcije britanskih medija, koji njegove komentare izvlače iz konteksta. Andy uspijeva obuzdati bijes javnosti, ali na setu se upušta u svađu s glumcem Warwickom Davisom zbog primjerdbi koje Andy potiho upućuje Maggie - koje ona kasnije prenosi Davisovoj zaručnici. Tijekom te prepirke, Andy slučajno nokautira Davisa i izgubi svoju ionako malu ulogu, a tabloidi ga dodatno ocrnjuju. |                    | |                              |
| 10 | "Chris Martin"     | Glavni: Chris Martin Sporedni: Ronnie Corbett, Richard Briers, Moira Stuart, Davina McCall, Patricia Potter i Stephen Fry                                 | 5. listopada 2006.           |
| Andy snima dobrotvorni videospot i susretne Chrisa Martina iz Coldplaya, koji se pokazuje kao besramni samoreklamer zainteresiran samo za promociju svojeg albuma. Martin zatraži da se pojavi u cameo ulozi u When the Whistle Blows te se pojavljuje u seriji izvodeći pjesmu "Fix You." (Martin u istoj epizodi pjeva i odjavnu pjesmu "Tea for the Tillerman"; u američkoj verziji, nakon odjavne špice, Martin i Gervais - kao Ray Stokes - zajedno izvode "Fix You".) Unatoč katastrofalnim recenzijama i besramnog zvjezdanog pojavljivanja u svome sitcomu, Andy biva nominiran za BAFTA-u. Tijekom svečanosti dodjele, Andy uspijeva uzrujati Richarda Briersa i bivšu djevojku, koja ga kasnije ponižava s pozornice. Stephen Fry osvaja nagradu u Andyjevoj kategoriji i kasnije ga nasamo iskritizira zbog korištenja snimljenog smijeha, glupih vlasulja i poštapalica u seriji. Andy, Darren Lamb i Ronnie Corbett dobivaju zabranu dolaska na buduće dodjele BAFTA-i nakon što bivaju uhvaćeni s Darrenovom i Ronniejevom drogom. Scena s Moirom Stuart nije uključena u američku verziju.                                           |                    | |                              |
| 11 | "Sir Ian McKellen" | Glavni: Sir Ian McKellen Sporedni: Germaine Greer, Mark Kermode i Mark Lawson                                                                             | 12. listopada 2006.          |
| Kako kritike njegove serije postaju sve gore, Andy postaje očajan u potrazi za bilo kakvom ulogom u kojoj bi pokazao svoju vjerodostojnost. Preporučuju ga Ianu McKellenu, te dobiva ulogu u predstavi o homoseksualnoj vezi. Na prvo prikazivanje dolaze Andyjevi školski prijatelji, a McKellen iznenada odlučuje kako mora poljubiti svog partnera na sceni. Andy počne osjećati neugodu i napušta predstavu usred prve izvedbe. Darren upita Maggie za spoj, koji završava na čudan način. |                    | |                              |
| 12 | "Robert De Niro"   | Glavni: Robert De Niro Sporedni: Jonathan Ross i Robert Lindsay                                                                                           | 19. listopada 2006.          |
| Uvjeren kako je prerastao svoj sitcom i svog agenta, Andy se otuđuje od prijatelja nakon pojavljivanja u emisiji Friday Night with Jonathan Ross gdje se sprijatelji s Rossom. Unatoč isprikama, Andy biva prisiljen u bolnici posjećivati dječaka oboljelog od raka i zamoli Maggie da pođe s njim. Robert Lindsay, koji se pojavio u Rossovoj emisiji s Andyjem, raspali se kako on, kao još slavniji i talentiraniji glumac (prema svojim riječima), nije pozvan da posjeti oboljelo dijete te ulijeće u bolnicu kako bi dogovorio posjet. Andy je odlučan u namjeri da otpusti Darrena Lamba zbog nesposobnosti, sve dok mu ovaj ne kaže kako je dogovorio sastanak s njegovim idolom Robertom De Nirom. Posjet dječaku i sastanak s De Nirom se poklope, ali osjećaj krivnje zbog toga što dječaku podmeće Maggie u kombinaciji sa svojom sumnjom u Darrenova prazna obećanja prisiljavaju Andyja da posjeti dječaka, čak i po cijenu da propusti sastanak s De Nirom. Lamb uspijeva smiriti De Nira pornografskom olovkom, a u bolnici Andy prima poziv od Lamba i De Nira, koji poziva Andyja da se nađu u pubu, što on i Maggie prihvaćaju. |                    | |                              |

### Božićni specijal:Extras: The Extra Special Series Finale
| # | Epizoda       | Slavni gost(i) | Datum originalnog emitiranja |
| --- | ------------- | --- | ---------------------------- |
| 13 | "Epizoda 3.1" | Lionel Blair, Dean Gaffney, Toby Foster, Hale & Pace, George Michael, Clive Owen, Gordon Ramsay, Lisa Scott-Lee, Chico Slimani, June Sarpong, Vernon Kay, Karl Pilkington i David Tennant. | 27. prosinca 2007.           |
| Nakon tri sezone When the Whistle Blows, Andy je slavniji nego ikad. Može dobiti stol u Ivy Restaurantu bez rezervacije, a preselio se u novi otmjeni stan na Hampstead Heathu. Ali Andy želi biti kao svoj vječni neprijatelj Greg koji ima karijeru - i agenta. Zbog izlaska novog odlično ocijenjenog blockbustera, u kojem Greg glumi Percyja Shelleyja zajedno s Cliveom Owenom u ulozi Byrona, Greg se probio na glumačku A-listu. Srećom, Gregov se agent ponudi da zastupa i Andyja, što znači da se Andy konačno može riješiti Darrena Lamba - ili bar ostaviti poruku koja će polučiti takav efekt. S pravim agentom, Andy naprasno napušta svoj sitcom kako bi se oslobodio za bolje ponude. Andy postaje toliko zaokupljen planom svog agenta Trea Coopera da što prije progura Andyja "na vrh A-liste" da uopće ne primjećuje kako Maggie nema takve sreće. Iako joj Tre osigurava malu ulogu u novom filmu s Cliveom Owenom, ona odlučuje napustiti karijeru statista nakon što Owen i redatelj osmisle skeč koji završava bacanjem umjetnog gnojiva u njeno lice. Bez iskustva u drugim poslovima, Maggie postaje čistačica kako bi platila stanarinu, koju više ne može priuštiti pa je prisiljena preseliti se u jadnu garsonijeru. Kako je Andy zove samo kad mu je potrebna, Maggie ostaje u potpunosti prepuštena sama sebi. Gotovo bez sredstava za život i klonula duhom, svraća kod Darrenova novog (i bivšeg poslodavca), Carphone Warehouse, kako bi vidjela može li joj ponuditi mjesto uz bivše glumice iz EastEndersa Shauna Williamsona i Deana Gaffneya, koji su isto tako prisiljeni raditi ondje. U međuvremenu, Andyjeva odluka da napusti svoj sitcom pokazuje se preuranjenom. Novi agent Tre ne javlja mu se na pozive, pa Andy biva prisiljen prihvatiti glumačke gaže na koje je samo nekoliko mjeseci prije gledao s prezirom (posebno uloge u serijama Dr. Who i Hotel Babylon) samo kako bi ostao prisutan u javnosti. Andy konačno uspijeva uhvatiti agenta, koji mu kaže da jedino može imati "slavu i bogatstvo" ili "kredibilitet i poštovanje" — ali ne sve zajedno — Andy izabire slavu i bogatstvo i počne moliti Trea da povuče sve potrebne veze kako bi se vratio na televiziju. Andy shvaća kako ga veze koje je Tre ponudio povući smještaju u Celebrity Big Brother, ali Andy nema pojma tko su ostali sudionici (osim Lionela Blaira, ostali članovi kuće su žena koja je objavila snimku svojeg seksa na internetu i majka čiji je sin ubijen). Ubrzo shvaća da je, umjesto da polako gradi svoju karijeru, pojavljivanjem u showu u kojem je svatko tako očajan za slavom da dobrovoljno "prodaje svoj dignitet" zapravo učinio suprotno. Nakon što je održao strastven govor pred kamerom, istodobno iskoristivši priliku da se dirljivo ispriča Maggie, koja gleda kod kuće, Andy odlazi iz showa. Ironično, Andyjev govor u Big Brotheru izaziva upravo onaj efekt koji je toliko priželjkivao: pozornost i poštovanje. Iako odjednom postaje medijski ljubimac, a njegov agent prima pozive od Eltona Johna i Beckhamovih, Andy odlučuje da je jedino pravo mjesto gdje želi biti ono gdje Maggie želi ići. Pomireni dvojac odlazi prema Zračnoj luci Heathrow. |               | |                              |

Gervais je izjavio kako se nije mogao vidjeti da radi treću sezonu te da su on i Merchant smatrali kako bi više epizoda razvodnilo kvalitetu. Često su navodili da je Fawlty Towers jedina trajala dvije sezone, a to je bio i razlog kojim je nakon dvije sezone objašnjen završetak U uredu. Međutim, nakon što je druga sezona završila, Gervais je u Mirroru sugerirao kako bi moglo biti treće sezone. U prosincu 2006., Gervais je najavio da je guverner Arnold Schwarzenegger na njegovom popisu želja za pojavljivanje u "nekoj drugoj sezoni", ali mjesec dana kasnije to i demantirao. Gervais je kao mogućnosti za treću sezonu spomenuo i Brucea Willisa, Mickeyja Rooneyja i Dicka Van Dykea. Na koncertu Live 8 je izviješteno kako je Madonna uputila molbu da se pojavi u seriji, a Will Ferrell je u posebnom intervjuu otkrio svoju želju da se pridruži seriji ako bi ga Gervais pozvao.
15. rujna, prije njegova stand-up nastupa u Hammersmith Apollu, prikazan je foršpan za specijal. Prikazivao je isječke Clivea Owena, Davida Tennanta, Lionela Blaira, Lise Scott-Lee, Halea & Pacea, Gordona Ramseyja, Georgea Michaela i Barryja iz EastEndersa. Foršpan prikazuje izbor scena iz specijala, uključujući Andyja kako pomaže Georgeu Michaelu da izbjegne paparazze na Hampstead Heathu, scene iz božićnog specijala Andyjeve televizijske serije When the Whistle Blows, te Andyja s glavom u rukama u Big Brotheru dok ostale zvijezde izvode plesnu vježbu. U cameo ulozi pojavio se i Karl Pilkington kao lovac na autograme koji odbija Millmana u neslavnom razdoblju njegove karijere.
U Sjedinjenim Državama se prikazivao 16. prosinca 2007., a u Ujedinjenom Kraljevstvu 27. prosinca 2007. U Australiji je emitiran na kabelskom programu UKTV na Božić 2008.

### Razlike između američke i britanske verzije
Postoji nekoliko manjih promjena između britanske i američke verzije, obično u smislu promjena imena britanskih zvijezda onim američkim u američkom izdanju. Scena s britanskom televizijskom prezentericom Moirom Stuart iz 4. epizode druge sezone potpuno je izbačena iz američke verzije te zamijenjena pjesmom Chrisa Martina - scenom koja je na DVD izdanju uvrštena u izbačene scene.
U božićnom specijalu govoreća lutka 'Jade Goody' je zamijenjena onom s likom 'Kramera' iz Seinfelda. (Obje lutke su parodirale incidente u kojem su obje zvijezde javno izrekle stvari koje se općenito smatraju rasističkim). Osim toga, majice na publici u studiju koje prikazuju Victoriju Wood i Asdu u američkoj su verziji zamijenjene majicama s likom Sigourney Weaver i DirectTV-a. Scena s Georgeom Michaelom također je srezana kako bi se uklonile reference na britanske zvijezde Ricarda & Judy i Catherine Tate. Scena smještena u Carphone Warehouseu montirana je kako bi se uklonile šale koje se odnose na dugogodišnju BBC-jevu sapunicu EastEnders.

## When the Whistle Blows
When the Whistle Blows je serija unutar serije sitcoma Statisti koju je osmislio i napisao Andy Millman, koji se i pojavljuje u njoj. Prvi je put spomenuta u trećoj epizodi prve sezone, kao scenarij koji je Millman napisao i dao svojem agentu koji ga je zanemario. Scenarij je prepravljen u sitcom na BBC1 u završnici prve sezone, nakon što je Millman dao scenarij Patricku Stewartu. Isječci iz sitcoma pojavljuju se u drugoj sezoni, a mnogi zapleti Statista vrte se oko Millmanovih iskustava u seriji.
When the Whistle Blows je smještena u tvorničku kantinu u Wiganu. Humor je jeftin i prizeman u stilu mnogih sitcoma temeljenih na poštapalici. Glavna poštapalica serije je "Are you 'avin' a laugh?" koju izgovara Millman. Serija nije popularna među kritikom, ali jest među publikom. Zaradila je nominaciju za BAFTA-u, iako Millman sumnja kako se to dogodilo samo kako bi se ispunila kvota, ali je na kraju pretrpjela težak poraz od neimenovane serije Stephena Frya.
Millman je iznimno nezadovoljan serijom te smatra kako se previše ljudi ispreplelo s njegovim originalnim idejama u lovu na gledanost. Čini se kako je Millman originalno htio snimiti humorističnu seriju sličnu U uredu, sa životnim likovima u realističnom radnom okruženju, bez studijske publike ili snimljenog smijeha. Serija je ispala suprotnost od onog što je on zamislio. Serija sve više gubi vjerodostojnost, a sve kulminira neobjašnjivim gostovanjem Chrisa Martina u četvrtoj epizodi druge sezone.
Sugerirano je kako su prisutnost studijske publike i snimljenog smijeha te oslanjanje na smiješne vlasulje, kostime i poštapalice komentar na nedavne popularne humoristične serije kao što je Little Britain. Mnogi ljudi vide Millmana na snimanju pilota u majici na kojoj pišu poštapalice iz nedavnih humorističnih serija, kao što su "Wassup", "It's Chico Time", "I'm a lady!", "Am I bowered?" i "Garlic bread?". U američkoj verziji te epizode, kadrovi majica s poštapalicama izbačeni su iz serije, vjerojatno zbog toga što američka publika ne bi razumjela aluzije.

## Glazba / naslovna pjesma
Završna pjesma zove se "Tea for the Tillerman", koju je napisao te ju izvodi Cat Stevens, a ujedno je naslovna pjesma s njegova albuma Tea for the Tillerman. U četvrtoj epizodi druge sezone obradio ju je Chris Martin iz Coldplaya.
Pjesma u božićnom specijalu naglašava Maggienu depresiju nakon što dotiče dno.

## Nagrade
| Nagrada                             | Kategorija |
| Zlatna ruža                         | - Najbolji sitcom 2006. - Najbolja glumica u sitcomu za 2006., Ashley Jensen |
| Emmyji                              | - Najbolji glavni glumac u humorističnoj seriji za 2007., Ricky Gervais |
| Zlatni globusi                      | - 2008. Najbolja televizijska serija - komedija ili mjuzikl |
| BAFTA nagrade                       | - Najbolja izvedba u humorističnoj seriji za 2007., Ricky Gervais |
| Britanske komičarske nagrade        | - Najbolja televizijska glumica u komediji za 2005., Ashley Jensen - Najbolji novi televizijski glumac u komediji za 2005. - Najbolji glumac u komediji za 2006., Stephen Merchant |
| Svjetske televizijske BANFF nagrade | - Najbolja glumica u komediji za 2006., Ashley Jensen |

Statisti su naišli na vrlo dobre recenzije u Ujedinjenom Kraljevstvu. Serija je 2006. zaradila tri nominacije uključujući najbolju izvedbu u komediji za Ashley Jensen, najboljeg scenarista za Rickyja Gervaisa i Stephena Merchanta i najbolju situacijsku komediju. 2007. su Gervais i Merchant nominirani u kategoriji najboljeg glumca.
Serija je ubrzo zaradila nova priznanja u SAD-u. 2006. je zaradila četiri nominacije na 58. dodjeli Primetime Emmy nagrada. Ben Stiller i Parick Stewart zaradili su nominacije za najboljeg gostujućeg glumca u humorističnoj seriji, a obojica su izgubila od Leslieja Jordana iz Will i Grace. Kate Winslet je zaradila nominaciju za najbolju gostujuću glumicu u humorističnoj seriji, a izgubila je od Cloris Leachman za Malcolm u sredini. Gervais i Merchant bili su nominirani za najbolji scenarij humoristične serije za epizodu s Kate Winslet. Izgubili su od Grega Garcije za pilot-epizodu serije Zovem se Earl. Serija je 2007. zaradila četiri nominacije za 59. dodjeli Primetime Emmy nagrada. Gervais je nominiran i osvojio nagradu za najboljeg glavnog glumca u humorističnoj seriji, a Ian McKellen je nominiran za najboljeg gostujućeg glumca u humorističnoj seriji. Gervais i Merchant bili su nominirani za najbolji scenarij humoristične serije za epizodu s Danielom Radcliffeom i najbolju režiju za epizodu s Orlandom Bloomom.

## Otkazivanja i zamjene
Prema segmentu u posebnim dodacima DVD izdanja prve sezone, Jude Law se trebao pojaviti u jednoj epizodi, nakon što se susreo s Gervaisom iza kulisa emisije Late Show with David Letterman, ali je morao odustati zbog obveza na filmu. Gervais i Merchant zato su u kratkom roku morali pronaći zamjenu, a prvi im je izbor bio Leonardo DiCaprio. Kratki film na DVD-u prve sezone, "Finding Leo", sastoji se od kasnonoćnog video materijala (kojeg je uglavnom snimio Merchant) koji prati Gervaisove jalove i na kraju neuspjele pokušaje da kontaktira DiCapriova menadžera. Lawa je na kraju zamijenio Patrick Stewart u završnici prve sezone, iako se na kraju pojavio poster Lawova filma Alfie. Ostali glumci koji se nisu pojavili u Statistima unatoč prvotnim Gervaisovim najavama bili su Madonna, Brad Pitt i Tom Cruise.

## Vanjske poveznice
- Statisti na BBC Comedy
- Statisti  Arhivirana inačica izvorne stranice od 17. veljače 2009. (Wayback Machine) na HBO
- Statisti na RickyGervais.com
- Statisti na British TV Comedy
- Statisti u internetskoj bazi filmova IMDb-a